# Valérie Barlois
Valérie Gisele Angele Barlois-Leroux (nacida como Valérie Barlois, Melun, 28 de mayo de 1969) es una deportista francesa que compitió en esgrima, especialista en la modalidad de espada.
Participó en dos Juegos Olímpicos de Verano, obteniendo dos medallas en Atlanta 1996, oro en la prueba por equipos (junto con Laura Flessel y Sophie Moressée-Pichot) y plata en la prueba individual, y el quinto lugar en Sídney 2000, en la prueba por equipos.
Ganó cuatro medallas en el Campeonato Mundial de Esgrima entre los años 1991 y 1998.

## Palmarés internacional
| Juegos Olímpicos   | Juegos Olímpicos            | Juegos Olímpicos  | Juegos Olímpicos   |
| Año                | Lugar                       | Medalla           | Prueba             |
| ------------------ | --------------------------- | ----------------- | ------------------ |
| 1996               | Atlanta (Estados Unidos)    | Medalla de oro    | Espada por equipos |
| 1996               | Atlanta (Estados Unidos)    | Medalla de plata  | Espada individual  |
| Campeonato Mundial |                             |                   |                    |
| Año                | Lugar                       | Medalla           | Prueba             |
| 1991               | Budapest (Hungría)          | Medalla de plata  | Espada por equipos |
| 1995               | La Haya (Países Bajos)      | Medalla de plata  | Espada por equipos |
| 1997               | Ciudad del Cabo (Sudáfrica) | Medalla de bronce | Espada por equipos |
| 1998               | La Chaux-de-Fonds (Suiza)   | Medalla de oro    | Espada por equipos |